# Pędzlogon
Pędzlogon (Graphiurus) – rodzaj ssaków z podrodziny pędzlogonów (Graphiurinae) w obrębie rodziny popielicowatych (Gliridae).

## Zasięg występowania
Rodzaj obejmuje gatunki występujące w Afryce.

## Morfologia
Długość ciała (bez ogona) 69–160 mm, długość ogona 54–150 mm, długość ucha 9–25 mm, długość tylnej stopy 14–30 mm; masa ciała 12–104 g.

## Systematyka
Rodzaj zdefiniował w 1832 roku południowoafrykański zoolog Johannes Smuts w publikacji swojego autorstwa o tytule Rozprawa zoologiczna zawierająca wykaz ssaków z przylądka. Na gatunek typowy Gatunkiem typowym jest (oznaczenie monotypowe) pędzlogon okularowy (G. ocularis).

### Etymologia
- Graphiurus (Graphidurus): gr. γραφις graphis, γραφιδος graphidos ‘ołówek’; ουρα oura ‘ogon’[11].
- Claviglis: łac. clava ‘maczuga, pałka’; glis, gliris ‘popielica, koszatka’[12]. Gatunek typowy (oznaczenie monotypowe): Claviglis crassicaudatus Jentink, 1888.
- Gliriscus: łac. glis, gliris ‘popielica, koszatka’[13]; przyrostek zdrabniający -iscus[14]. Gatunek typowy (oryginalne oznaczenie): Gliriscus rupicola O. Thomas & Hinton, 1925.
- Aethoglis: gr. αηθης aēthēs ‘niezwykły’, od negatywnego przedrostka α- a-; ηθος ēthos ‘zwyczaj, charakter’[15]; łac. glis, gliris ‘popielica, koszatka’[13]. Gatunek typowy (oryginalne oznaczenie): Graphiurus nagtglasii Jentink, 1888.

### Podział systematyczny
Do rodzaju wyróżnia się następujące gatunki zgrupowane w trzech podrodzajach:
| Podrodzaj  | Grafika | Gatunek                    | Autor i rok opisu          | Nazwa zwyczajowa           | Podgatunki         | Rozmieszczenie geograficzne | Podstawowe wymiary                                | Status IUCN |
| ---------- | ------- | -------------------------- | -------------------------- | -------------------------- | ------------------ | --- | ------------------------------------------------- | ----------- |
| Aethoglis  |         | Graphiurus nagtglasii      | Jentink, 1888              | pędzlogon dziuplowy        | gatunek monotypowy | Afryka Zachodnia i Środkowa, od południowo-wschodniej Sierra Leone do wschodniego Kamerunu (za wyjątkiem Beninu) i Środkowoafrykańskiej, na południe do Gabonu; południowe granice zasięgu niepewne; zakres wysokości: 0–650 m n.p.m. | DC: 12–15,5 cm DO: 6,2–12,2 cm MC: 79–104 g       | LC          |
| Claviglis  |         | Graphiurus crassicaudatus  | (Jentink, 1888)            | pędzlogon gruboogonowy     | gatunek monotypowy | Afryka Zachodnia i Środkowa od Liberii i południowo-zachodniej Gwinei na wschód do południowo-zachodniego Kamerunu (za wyjątkiem Beninu) oraz wyspa Bioko (Gwinea Równikowa); zakres wysokości: 0–600 m n.p.m. | DC: 8,3–9,8 cm DO: 5,5–7 cm MC: 20–29 g           | DD          |
| Claviglis  |         | Graphiurus walterverheyeni | Holden & Levine, 2009      | pędzlogon tropikalny       | gatunek monotypowy | endemit Demokratycznej Republiki Konga: znany od rzeki Lukenie i Wafania, w pobliżu lewego brzegu rzeki Luilaka; granice zasięgu nieznane | DC: około 7,2 cm DO: około 6,4 cm MC: brak danych | DD          |
| Graphiurus |         | Graphiurus angolensis      | de Winton, 1897            | pędzlogon angolański       | gatunek monotypowy | środkowa i południowo-środkowa Angola oraz północno-zachodnia Zambia; zakres wysokości: 1000–2000 m n.p.m. | DC: 7,9–11,2 cm DO: 7–9,6 cm MC: brak danych      | DD          |
| Graphiurus |         | Graphiurus christyi        | Dollman, 1914              | pędzlogon kongijski        | gatunek monotypowy | północno-wschodnia Demokratyczna Republika Konga (na północ i wschód od rzek Kongo i Lualaba) oraz 1 miejsce w południowo-zachodnim Kamerunie (Lolodorf); zakres wysokości: 400–1000 m n.p.m. | DC: 8,6–10,7 cm DO: 7,3–9,5 cm MC: brak danych    | LC          |
| Graphiurus |         | Graphiurus johnstoni       | (O. Thomas, 1898)          | pędzlogon sawannowy        | gatunek monotypowy | endemit Malawi: południe kraju, ale granice zasięgu nieznane; zakres wysokości: do 1500 m n.p.m. | DC: 6,9–8,4 cm DO: 6,5–7,5 cm MC: brak danych     | DD          |
| Graphiurus |         | Graphiurus kelleni         | (Reuvens, 1890)            | pędzlogon oliwkowogrzbiety | gatunek monotypowy | rozproszone populacje w Senegalu, Gambii i Gwinei Bissau na wschód do południowo-wschodniego Sudanu, Sudanu Południowego i Somalii, na południe do południowej Angoli i południowo-zachodniego Zimbabwe; być Południowa Afryka; zakres wysokości: 0–1525 m n.p.m.                                                                            | DC: 7,5–9,2 cm DO: 5,4–8,1 cm MC: brak danych     | LC          |
| Graphiurus |         | Graphiurus lorraineus      | Dollman, 1910              | pędzlogon nizinny          | gatunek monotypowy | Afryka Zachodnia i Środkowa od południowej Gwinei i Sierra Leone do Ghany i od południowo-wschodniej Nigerii (na wschód od rzeki Niger) na wschód do wschodniej Demokratycznej Republiki Konga, na południe do północno-wschodniej Angoli i północno-środkowej Zambii oraz wyspa Bioko (Gwinea Równikowa); zakres wysokości: 0–2600 m n.p.m. | DC: 7,2–9,3 cm DO: 5,4–7,4 cm MC: 12–24 g         | LC          |
| Graphiurus |         | Graphiurus microtis        | (Noack, 1887)              | pędzlogon małouchy         | gatunek monotypowy | Czarna Afryka w północnym Kamerunie, południowo-zachodnim Czadzie, zachodnim i wschodnim Sudanie, Erytrei i środkowej Etiopii, na południe przez Afrykę Wschodnią do wschodniej Angoli, północno-wschodniej Namibii, północnej Południowej Afryki i Eswatini; zakres wysokości: 0–1400 m n.p.m.                                              | DC: 7,5–11,5 cm DO: 6,2–8,6 cm MC: 17,6–42 g      | LC          |
| Graphiurus |         | Graphiurus monardi         | (St. Leger, 1936)          | pędzlogon sekretny         | gatunek monotypowy | Afryka Środkowa we wschodniej Angoli, południowo-zachodniej Demokratycznej Republiki Konga i północno-zachodniej Zambii; zakres wysokości: 975–1300 m n.p.m. | DC: około 16 cm DO: około 13 cm MC: brak danych   | DD          |
| Graphiurus |         | Graphiurus murinus         | (A.G. Desmarest, 1822)     | pędzlogon zwinny           | gatunek monotypowy | Afryka Wschodnia i Południowa w rozproszonych populacjach w Etiopii, Kenii, Ugandzie, Rwandzie, Burundi, Tanzanii, Malawi, Zambii, Zimbabwe, Mozambiku, Południowej Afryce, Eswatini i Lesotho; zakres wysokości: 0–4100 m n.p.m. | DC: 8,7–11,7 cm DO: 7,2–8,9 cm MC: 24–34 g        | LC          |
| Graphiurus |         | Graphiurus ocularis        | (A. Smith, 1829)           | pędzlogon okularowy        | gatunek monotypowy | endemit Południowej Afryki: Prowincje Przylądkowa Północna, Zachodnia i Wschodnia; zakres wysokości: 0–1585 m n.p.m. | DC: 11,7–14,5 cm DO: 10,3–15 cm MC: 72–85 g       | LC          |
| Graphiurus |         | Graphiurus platyops        | O. Thomas, 1897            | pędzlogon skalny           | gatunek monotypowy | południowo-wschodnia Afryka w północno-wschodniej i południowej Zambii, południowym Malawi, Zimbabwe, zachodnio-środkowym Mozambiku, wschodniej Botswanie, północno-wschodniej Południowej Afryce i Eswatini | DC: 9,5–12,2 cm DO: 6,5–9,8 cm MC: 30–53 g        | LC          |
| Graphiurus |         | Graphiurus rupicola        | (O. Thomas & Hinton, 1925) | pędzlogon stokowy          | gatunek monotypowy | południowo-zachodnia Afryka w zachodnio-środkowej Angoli, środkowej Namibii i północno-zachodniej Południowej Afryce (północno-zachodnia Prowincja Przylądkowa Północna); zakres wysokości: 400–1650 m n.p.m. | DC: 10,5–11,9 cm DO: 9,6–11,8 cm MC: brak danych  | LC          |
| Graphiurus |         | Graphiurus surdus          | Dollman, 1912              | pędzlogon skryty           | gatunek monotypowy | Afryka Środkowa w południowym Kamerunie, Gwinei Równikowej, północnym Gabonie i północno-wschodniej i południowo-środkowej Demokratycznej Republice Konga (Masako i Inkong); granice zasięgu nieznane; zakres wysokości: – m n.p.m. | DC: 8,7–11 cm DO: 6,5–8,2 cm MC: 18–34 g          | LC          |

Kategorie IUCN:  LC  – gatunek najmniejszej troski,  DD  – gatunki o nieokreślonym stopniu zagrożenia.